# Lars Højer Nielsen
Lars Højer Nielsen (født 8. december 1970) er en dansk tidligere fodboldspiller, der nu er chefscout i F.C. København. 
Han var kendt for at være en dygtig frisparksskytte.
Han har tidligere ført Boldklubben Skjolds herrehold fra Danmarksserien til 1. division som spillende træner. 

## Klubber som spiller
- 2000-03 Boldklubben Skjold - spillende træner
- 1992-99 FC København – 211 kampe / 66 mål (var topscorer i klubben i 1994, 1995 og 1996)
- 1984-92 B 1903
- 1976-84 Boldklubben Heimdal

## Klubber som træner
2005-06 Boldklubben Skjold damer - oprykning til Elitedivisionen
2000-05 Boldklubben Skjold herre - 2001 oprykning til 2. division - 2002 oprykning til 1. division

## Hæder

### Titler
- Dansk mester med F.C. København i 1993
- Dansk pokalvinder med F.C. København i 1995 og 1997

### Priser
- Årets dame træner i Danmark i 2006
- Årets spiller i FC København i 1994
- Årets spiller i B1903 i 1989